# Nocona
Pour la census-designated place située dans le même comté, voir Nocona Hills.
La ville américaine de Nocona est située dans le comté de Montague, dans l’État du Texas. Sa population s’élevait à 3 033 habitants lors du recensement de 2010.

## Histoire
La localité a été nommée en hommage au chef comanche Peta Nocona.

## Source
- (en) Cet article est partiellement ou en totalité issu de l’article de Wikipédia en anglais intitulé « Nocona, Texas » (voir la liste des auteurs).